# سمية سواميناثن
سمية سواميناثن (بالهندية: सौम्या स्वामीनाथन)‏ (و. 1959  م) هي عالمة، وطبيبة أطفال هندية، ولدت في تشيناي.

## التعليم
تعلمت في جامعة مدراس، ومدرسة كيك للطب بجامعة كاليفورنيا الجنوبية.